# ألكساندر إسفاين
ألكسندر إسفين (بالألمانية: Alexander Esswein) (مواليد 25 مارس 1990 في فورمس - ألمانيا الغربية) لاعب كرة قدم ألماني يلعب حاليا لصالح نادي الدرجة الأولى فولفسبورغ الألماني منذ 2008 في مركز المهاجم .

## روابط خارجية
- ألكساندر إسفاين على موقع قاعدة بيانات كرة القدم.إي يو (الإنجليزية)
- ألكساندر إسفاين على موقع بيانات كرة القدم. دي إي (الألمانية)
- ألكساندر إسفاين على موقع Soccerway.com (الإنجليزية)
- ألكساندر إسفاين على موقع عالم كرة القدم.نت (الإنجليزية)
- ألكساندر إسفاين على موقع كووورة
- ألكساندر إسفاين على موقع AS.com (الإسبانية)